# Eparchie almeťjevská
Eparchie Almeťjevsk je eparchie ruské pravoslavné církve nacházející se v Rusku.

## Území a titul biskupa
Zahrnuje všechny farnosti v rajónech Aznakajevo, Aktanyš, Almeťjevsk, Bavly, Bugulma, Zainsk, Leninogorsk, Musljumovo, Sarmanovo a Urussu v republice Tatarstán.
Eparchiální biskup nese titul biskup almeťjevský a bugulminský.

## Historie
Eparchie byla zřízena Svatým synodem 6. června 2012 oddělením území z eparchie Kazaň.

## Seznam biskupů
Od 2012 Mefodij (Zajcev)